# フィルモアの奇蹟
『フィルモアの奇蹟』（原題：The Live Adventures of Mike Bloomfield and Al Kooper）は、アメリカ合衆国のミュージシャン、マイク・ブルームフィールドとアル・クーパーが1969年に連名で発表したライブ・アルバム。1968年9月にフィルモア・ウェストで行われた演奏を収録している。

## 解説
マイク・ブルームフィールド、アル・クーパー、スティーヴン・スティルスの3人は1968年にアルバム『スーパー・セッション』を連名で発表しており、本作はその続編として企画されたが、スティルスは都合により不参加となった。ブルームフィールドはそれまでギタリストとして活動してきたが、本作で初めてボーカルも披露しており、レイ・チャールズのカヴァー「アイ・ワンダー・フー」及び「メリー・アン」、エルヴィス・プレスリーの歌唱で知られる「ザッツ・オール・ライト」、アルバート・キングのカヴァー「激しい恋はもうたくさん」を歌った。「59番街橋の歌 (フィーリン・グルーヴィー)」はサイモン&ガーファンクルのカヴァーで、ライブが録音された後、クーパーに誘われて作者のポール・サイモンがスタジオを訪れ、コーラスを録音している。「ディア・ミスター・ファンタジー」の間奏でクーパーは「ヘイ・ジュード」の一節を弾いている。
フィルモア・ウェストでの公演は3日連続で行われたが、最終日にはブルームフィールドの不眠症が悪化したため、急遽エルヴィン・ビショップ、カルロス・サンタナ、スティーヴ・ミラー、デイヴ・ブラウンが代役として参加しており、本作にはサンタナとビショップの演奏も収録された。なお、カルロス・サンタナは本作でレコード・デビューを果たす形となった。
本作のジャケットには、ノーマン・ロックウェルが描いたブルームフィールドとクーパーの絵が使用された。
ブルームフィールドとクーパーはその後もライブで共演しており、1968年12月13日から14日に行われたフィルモア・イースト公演の音源は、2003年にレガシー・レコーディングスからライブ・アルバム『Fillmore East: The Lost Concert Tapes 12/13/68』として発表された。

## 収録曲
A面
1. オープニング・スピーチ (マイク・ブルームフィールド) - Opening Speech - Mike Bloomfield - 1:35
2. 59番街橋の歌 (フィーリン・グルーヴィー) - The 59th Street Bridge Song (Feelin' Groovy) (Paul Simon) - 5:33
3. アイ・ワンダー・フー - I Wonder Who (Ray Charles) - 6:01
4. 神聖にして犯すべからず - Her Holy Modal Highness (Al Kooper, Mike Bloomfield) - 8:59

B面
1. ザ・ウェイト - The Weight (Robbie Robertson) - 4:00
2. メリー・アン - Mary Ann (R. Charles) - 5:19
3. 愛の終る日まで - Together 'Til the End of Time (Frank Wilson) - 4:15
4. ザッツ・オール・ライト - That's All Right (Arthur Crudup) - 3:17
5. グリーン・オニオン - Green Onions (Booker T. Jones, Steve Cropper, Al Jackson, Jr., Lewie Steinberg) - 5:21

C面
1. オープニング・スピーチ (アル・クーパー) - Opening Speech - Al Kooper - 1:29
2. ソニー・ボーイ・ウィリアムスン - Sonny Boy Williamson (Jack Bruce, Paul Jones) - 6:04
3. ノー・モア・ロンリー・ナイツ (寂しい夜はいらない) - No More Lonely Nights (Sonny Boy Williamson I) - 12:19

D面
1. ディア・ミスター・ファンタジー - Dear Mr. Fantasy (Jim Capaldi, Stevie Winwood, Chris Wood) - 8:04
2. 激しい恋はもうたくさん - Don't Throw Your Love on Me So Strong (Albert King) - 10:59
3. 終曲 (フィナーレ)／逃亡者 - Finale-Refugee (A. Kooper, M. Bloomfield) - 1:59

## 参加ミュージシャン
- マイク・ブルームフィールド - ボーカル（A3、B2、B4、D2）、ギター
- アル・クーパー - ボーカル（A2、B3、C2、D1）、オルガン
- ジョン・カーン - ベース
- スキップ・プロコップ - ドラムス

アディショナル・ミュージシャン
- ポール・サイモン - バッキング・ボーカル（A2）
- ルーズヴェルト・グック - ピアノ（B3）[5]
- カルロス・サンタナ - ギター（C2）
- エルヴィン・ビショップ - ボーカル、ギター（C3）